# Угандийский план
Угандийский план (план Уганды, угандийский проект, англ. British Uganda Programme) — программа, в 1903 году предложенная британским правительством сионистскому движению и предполагавшая создание на территории современной Кении еврейского государства с названием Уганда (но не на территории современного государства с таким названием).

## Введение
14 августа 1903 года британский министр колоний Джозеф Чемберлен предложил председателю сионистского движения Герцлю программу расселения евреев на территории Восточной Африки.
Исследователи утверждают, что англичане преследовали несколько целей. 
Главной было развитие Восточной Африки как британской колонии и строительство там железной дороги, а также привлечение европеизированного населения в британскую Африку с целью усиления её колонизации.
Вследствие кишинёвского погрома и потока еврейских беженцев в Западную Европу, англичане видели в сотрудничестве с сионистским конгрессом инстанцию, которая может этот поток направить в желаемом направлении.

## Отношение сионистского движения
Проект вызвал жесточайшие противостояния в сионистском движении между его сторонниками и оппонентами на 6-м сионистском конгрессе. Лидер сионистского движения Теодор Герцль идею поддержал, надеясь на установление более близких отношений с британским правительством и дальнейшую его поддержку создание еврейских поселений в Эль-Арише и в Палестине. Большинство сионистов России во главе с Иехиэлем Членовым и Менахемом Усышкиным выступили против плана. В конечном итоге план был принят 295 голосами участников конгресса при 172 проголосовавших против и 132 воздержавшихся.
Было решено послать комиссию в Уганду для расследования местности и решения о действительной возможности создания на этой территории еврейского государства. В комиссию вошли 3 человека — Нахум Вильбушевич от сионистов Палестины, британский офицер Хилл Гиббонс и швейцарский ботаник Альфред Кайзер. Комиссия большинством голосов пришла к выводу, что территория не годна для расселения евреев, и уже на 7-м конгрессе сионистское движение отклонило план параллельно с британским правительством, которое отказалось от этой идеи.
Угандийский план стоил сионистскому движению целостности. Вскоре после его принятия Исраэль Зангвилл вышел из движения и создал движение территориализма; многие сионисты России также вышли из единого сионистского движения, а его основоположник Герцль из-за сильного нервного срыва, связанного с расколом в движении, вскоре умер.

## Возрождение
В Третьем рейхе под влиянием Угандийского плана разрабатывался план принудительного переселения всех евреев из Европы на о. Мадагаскар. В предвоенной Польше в рамках предполагаемой польской колонизации Мадагаскара возникло движение по переселению евреев на Мадагаскар.